# Isabel (Vorname)
Isabel ist ein weiblicher Vorname.

## Herkunft und Bedeutung
Bei Isabel handelt es sich um die ursprünglich spanische Variante von Elisabeth. Sie entstand durch die Auslassung der ersten Silbe und die Ersetzung des letzten Buchstaben durch einen, der im Spanischen normalerweise ein Wort beenden kann.

## Verbreitung
In Spanien hat sich der Name Isabel [i.sa.ˈβel] unter den 100 beliebtesten Mädchennamen etabliert. Im Jahr 2022 stand er auf Rang 59 der Hitliste. Auch in Chile ist er weit verbreitet und belegte im Jahr 2021 in den Vornamenscharts Rang 75. Im selben Jahr erreichte er in Mexiko Rang 83.
Der Name Isabel [i.zɐ.ˈbɛɫ] ist auch in Portugal beliebt. Im Jahr 2018 belegte er Rang 56 der Vornamenscharts. In Brasilien zählte der Name Isabel [i.za.ˈbɛw] bis in die 1970er Jahre hinein zu den 100 meistgewählten Mädchennamen. Bis in die 1950er Jahre fand er sich sogar in der Top-30. In den 1970er und 1980er Jahren sank seine Popularität jedoch. Seit den 1990er Jahren wird der Name wieder häufiger vergeben, sodass er im Jahr 2023 in den Vornamenscharts Rang 97 erreichte.
Im frühen Mittelalter breitete sich der Name Isabel nach Frankreich und von dort nach England aus, wo er bis heute geläufig ist. Von 1998 bis 2014 zählte Isabel [ˈɪz.ə.bɛl] in England und Wales zu den 100 meistgewählten Mädchennamen. Im Jahr 2021 belegte er Rang 133 der Vornamenscharts. Auch in Kanada, Australien, Neuseeland und Irland zählte Isabel wiederholt zur Top-100 der Vornamenscharts. Der Name Isabel war in den Vereinigten Staaten bereits im ausgehenden 19. Jahrhundert geläufig, jedoch nicht sehr beliebt. Im Jahr 1921 verließ er erstmals die Hitliste der 200 meistgewählten Mädchennamen und verlor weiter an Popularität, bis er im Jahr 1965 mit Rang 527 einen Tiefpunkt erreichte. Ende der 1980er Jahre begann ein Aufschwung des Namens, der im Jahr 1999 die Top-100 der Vornamenscharts erreichte. Elf Jahre später verließ er diese Hitliste wieder. Im Jahr 2022 stand er auf Rang 156 der Vornamenscharts.
In Italien stieg der Name Isabel seit der Jahrtausendwende in den Vornamenscharts auf. Seit 2011 zählt er zu den 100 beliebtesten Mädchennamen des Landes. Im Jahr 2022 erreichte er mit Rang 24 seine bislang höchste Platzierung in den Vornamenscharts.
In den Niederlanden hat sich Isabel [i.zaː.ˈbɛl] in der Top-100 der Vornamenscharts etabliert. Im Jahr 2012 erreichte er mit Rang 47 seine bislang höchste Platzierung in der Hitliste. Zuletzt stand er auf Rang 91 (Stand 2023).
Da deutsche Namensstatistiken gleichlautende Varianten desselben Namens gemeinsam behandeln, lässt sich nur die Popularität der Schreibweise Isabel [i.za.ˈbɛl] nicht isoliert darstellen. Der Name ist in Deutschland bereits seit den 1960er Jahren geläufig und erreichte bereits in den Jahren 1966 und 1967 die Top-100 der Vornamenscharts. Besonders beliebt war der Vorname Mitte der 1980er bis Mitte der 1990er Jahre. Im Jahr 1993 erreichte er mit Rang 24 seine bislang höchste Platzierung in den Vornamenscharts. Obwohl die Popularität des Namens um die Jahrtausendwende herum sank, blieb er geläufig. Im Jahr 2023 stand er auf Rang 86 der Hitliste. Für den Zeitraum von 2010 bis 2023 lässt sich ermitteln, dass ca. 37 % der Eltern die Variante Isabel wählten.

## Varianten
- Englisch: Isabelle, Izabelle, Isbel
  - Irisch: Isibéal
  - Schottisch: Ishbel, Isobel, Iseabail
- Französisch: Isabelle, Isabeau

Für weitere Varianten: siehe Elisabeth#Varianten

## Namensträger

### Einzelname
- Isabel von Gloucester († 1217), Countess of Gloucester; Ehefrau des späteren Königs Johann Ohneland
- Isabel, Countess of Menteith († zw. 1264 u. 1273), schottische Adlige
- Isabel de Portugal (1397–1471), Tochter Johanns I. von Portugal und Ehefrau Philipps III. von Burgund
- Isabel von Portugal (1432–1455), Königin von Portugal
- Isabel de Guevara (bl. 1530 – n. 1556), spanische Konquistadorin
- Isabel von Spanien (1821–1897), spanische Infantin

### Vorname

#### A
- Isabel Abedi (* 1967), deutsche Kinder- und Jugendbuchautorin
- Isabel Allende (* 1945), chilenische Politikerin, Tochter Salvador Allendes
- Isabel Allende (* 1942), chilenische Schriftstellerin
- Isabel Andreu de Aguilar (1887–1948), puerto-ricanische Schriftstellerin, Pädagogin, Frauenrechtlerin und Philanthropin
- Isabel Aretz (1909–2005), argentinische Musikethnologin, Folkloristin und Komponistin
- Isabel Arlt (* 1973), deutsche Schauspielerin und Chansonsängerin
- Isabel Ashdown (* 1970), britische Schriftstellerin
- Isabel Atkin (* 1998), britische Freestyle-Skisportlerin
- Isabel Avellán (1933–2010), argentinische Leichtathletin

#### B
- Isabel Barnard (* 1995), niederländische Handballspielerin
- Isabel Barreto Lobato (1948–1975), osttimoresische Unabhängigkeitsaktivistin
- Isabel Bayón (* 1969), spanische Tänzerin und Choreografin
- Isabel Bayrakdarian (* 1974), armenisch-kanadische Opernsängerin (Sopran)
- Isabel de Beaumont, englische Adelige, Herzogin von Lancaster
- Isabel Benavente, spanische Turnerin
- Isabel Benjumea (* 1982), spanische Politikerin (PP), MdEP
- Isabel Berghout (* 1987), deutsch-niederländische Schauspielerin
- Isabel Beto (1965–2017), Malerin und deutschsprachige Schriftstellerin
- Isabel Blanco (* 1979), norwegische Handballspielerin
- Isabel van Boetzelaer (* 1961), niederländische Lehrerin und Balletttänzerin
- Isabel Bogdan (* 1968), deutsche Literaturübersetzerin, Schriftstellerin und Bloggerin
- Isabel de Bolebec (1164–1245), englische Adlige
- Isabel Bolton (1883–1975), US-amerikanische Schriftstellerin
- Isabel Bongard (* 1991), deutsche Schauspielerin
- Isabel Braak (* 1988), deutsche Filmregisseurin
- Isabel Buchan, schottische Adlige und Rebellin
- Isabel Burton (1831–1896), britische Reiseschriftstellerin

#### C
- Isabel Cademartori (* 1988), deutsche Politikerin (SPD)
- Isabel Caetano (* 1979), portugiesische Radrennfahrerin
- Isabel Estrada Carvalhais (* 1973), portugiesische Politikwissenschaftlerin und Politikerin, MdEP
- Isabel de Castro (1931–2005), portugiesische Schauspielerin
- Isabel de Ceballos-Escalera y Contreras (1919–1990), spanische Museumsdirektorin und Kuratorin
- Isabel de Clare (1263–1338), englische Adlige
- Isabel de Clare (1240–vor 1271), anglonormannische Adlige
- Isabel de Clare (1226–1264), englisch-schottische Adlige
- Isabel de Clare, 4. Countess of Pembroke (* zwischen 1171 und 1176–1220), anglonormannische Magnatin
- Isabel C. Clarke (1869–1951), US-amerikanische Schriftstellerin
- Isabel Coe (1951–2012), politische Aktivistin der Aborigines
- Isabel Coixet (* 1960), spanische Filmregisseurin und Drehbuchautorin
- Isabel Fargo Cole (* 1973), US-amerikanische Schriftstellerin und Übersetzerin
- Isabel Clifton Cookson (1893–1973), australische Paläobotanikerin und Palynologin
- Isabel Coursier (1906–1990), kanadische Skisportlerin
- Isabel Crook (1915–2023), kanadisch-britische Anthropologin
- Isabel Cruz († 2021), portugiesisch-US-amerikanische Informatikerin
- Isabel Cueto (* 1968), deutsche Tennisspielerin

#### D
- Isabel Dean (1918–1997), britische Schauspielerin bei Bühne, Film und Fernsehen
- Isabel Delemarre (* 1978), deutsche Schachspielerin und Sopranistin
- Isabel Derungs (* 1987), Schweizer Snowboarderin
- Isabel Díaz Ayuso (* 1978), spanische Politikerin (PP)
- Isabel Dörfler (* 1965), deutsche Sängerin, Schauspielerin und Musicaldarstellerin
- Isabel Douglas, 11. Countess of Mar, schottische Adlige
- Isabel Drescher (* 1994), deutsche Eiskunstläuferin
- Isabel Durant (* 1991), australische Schauspielerin und Tänzerin

#### E
- Isabel Edvardsson (* 1982), schwedische Tänzerin und Tanzlehrerin
- Isabel Ettenauer (* 1972), österreichische Pianistin und Toy-Piano-Virtuosin
- Isabel Fernández (* 1972), spanische Judoka
- Isabel da Costa Ferreira (1974–2023), osttimoresische Juristin, Politikerin und Ehefrau des ehemaligen Staatspräsidenten Taur Matan Ruak

#### F
- Isabel Florido (* 1971), Schweizer Schauspielerin
- Isabel Frommelt-Gottschald (* 1974), liechtensteinische Botschafterin in Berlin

#### G
- Isabel Gabbe (* 1973), deutsch-französische Pianistin
- Isabel García Adánez (* 1972), spanische Übersetzerin und Hochschullehrerin
- Isabel García Muñoz (* 1977), spanische Politikerin (PSOE), MdEP
- Isabel García Tejerina (* 1968), spanische Politikerin der Partido Popular und Managerin
- Isabel García (* 1969), deutsche Rednerin, Sprecherin, Autorin und Unternehmerin
- Isabel Garcia (* 1963), Schweizer Politikerin
- Isabel Gehweiler (* 1988), deutsche Violoncellistin und Komponistin
- Isabel Gemio (* 1961), spanische Journalistin und Fernsehmoderatorin
- Isabel Glasser (* 1958), US-amerikanische Schauspielerin
- Isabel Godin des Odonais (1728–1792), Reisende
- Isabel Góis (* 1995), portugiesische Handballspielerin
- Isabel Golden (* 1963), deutsche Pornodarstellerin
- Isabel Gose (* 2002), deutsche Schwimmerin
- Isabel Grant (* 1916), australische Hürdenläuferin
- Isabel Guialo (* 1990), angolanische Handballspielerin
- Isabel Günther (* 1978), deutsche Ökonomin
- Isabel Guterres (* 1958), osttimoresische Politikerin und Diplomatin
- Isabel Guzman, amerikanische Regierungsbeamtin und Wirtschaftsanwältin

#### H
- Isabel Hamer (1912–2004), deutsche Autorin und Übersetzerin
- Isabel Hampton Robb (1859–1910), US-amerikanische Krankenschwester und Pflegetheoretikerin
- Isabel Hecker (* 1979), deutsche Fernseh- und Hörfunkjournalistin und Fernseh-Moderatorin
- Isabel Heinemann (* 1971), deutsche Historikerin und Professorin für Neueste Geschichte
- Isabel Hénin (* 1973), deutsche Diplomatin
- Isabel Henríquez, sefardische Dichterin in Amsterdam
- Isabel Hessel (* 1973), deutsche Übersetzerin
- Isabel Hindersin (* 1967), spanisch-deutsche Schauspielerin und Opernsängerin
- Isabel Hinz (* 1996), deutsche Schauspielerin
- Isabel Hochstein (* 1994), deutsche Fußballspielerin
- Isabel Hull (* 1949), US-amerikanische Historikerin für Deutsche Geschichte
- Isabel Hund (* 1962), deutsche Schachmeisterin
- Isabel Emslie Hutton (1887–1960), schottische Ärztin und Autorin
- Isabel T. Hyman (* 1977), australische Malakologin

#### J
- Isabel Janßen (* 1981), deutsche Fußballspielerin
- Isabel Jeans (1891–1985), britische Schauspielerin
- Isabel Jewell (1907–1972), US-amerikanische Schauspielerin
- Isabel de Josa (1490–1564), katalanische Humanistin und Autorin

#### K
- Isabel Kämpfert (* 2003), deutsche Radrennfahrerin
- Isabel Karajan (* 1960), österreichische Schauspielerin
- Isabel Kattner (* 2000), deutsche Handballspielerin
- Isabel Kerschowski (* 1988), deutsche Fußballspielerin
- Isabel Kleefeld (* 1966), deutsche Regisseurin und Drehbuchautorin
- Isabel Koellreuter (* 1974), Schweizer Historikerin und Politikerin
- Isabel Kreitz (* 1967), deutsche Comiczeichnerin

#### L
- Isabel Laack (* 1977), deutsche Religionswissenschaftlerin
- Isabel Le Bourdais (1909–2003), kanadische Journalistin und Justizirrtumsjägerin
- Isabel Le Brun de Pinochet (1845–1930), chilenische Pädagogin und Frauenrechtlerin
- Isabel le Despenser († 1334), englische Adlige
- Isabel le Despenser († 1375), englische Adlige
- Isabel le Despenser, 5. Baroness Burghersh (1400–1439), englische Adlige
- Isabel Le Roux (* 1987), südafrikanische Leichtathletin
- Isabel Lippitz (* 1946), deutsche Konzertsängerin (lyrischer Koloratursopran) und Hochschuldozentin für Gesang
- Isabel Lohau (* 1992), deutsche Badmintonspielerin
- Isabel Lucas (* 1985), australische Schauspielerin

#### M
- Isabel Mackensen-Geis (* 1986), deutsche Politikerin (SPD), MdB
- Isabel Maddison (1869–1950), britisch-amerikanische Mathematikerin
- Isabel Marant (* 1967), französische Modeschöpferin
- Isabel Marshal (1200–1240), englische Adlige
- Isabel Martínez (* 1986), Schweizer Wirtschaftswissenschaftlerin
- Isabel Mateus (* 1969), portugiesische Schriftstellerin
- Isabel May (* 2000), US-amerikanische Schauspielerin
- Isabel Meier (* 1966), schweizerische Filmeditorin
- Isabel Meili (* 1986), Schweizer Schauspielerin und Kabarettistin
- Isabel Mergl (* 1973), deutsche Schauspielerin
- Isabel Montañez (* 1960), schweizerisch-amerikanische Geologin und Paläoklimatologin
- Isabel Montero de la Cámara (* 1942), costa-ricanische Diplomatin
- Isabel Moreton (* 1966), deutsche Harfenistin
- Isabel Morf (* 1957), Schweizer Journalistin und Autorin
- Isabel Morgan (1911–1996), US-amerikanische Virologin an der Johns-Hopkins-Universität
- Isabel de Mowbray († 1452), englische Adlige
- Isabel Mühlfenzl (1927–2022), deutsche Journalistin, Autorin und Wirtschaftswissenschaftlerin
- Isabel Münch, deutsche Informatikerin
- Isabel Mundry (* 1963), deutsche Komponistin
- Isabel Muñoz Cota (* 1977), mexikanische Filmregisseurin, Tonmeisterin, Drehbuchautorin und Filmproduzentin

#### N
- Isabel de Navarre (* 1956), deutsche Eiskunstläuferin
- Isabel Newstead (1955–2007), britische Behindertensportlerin
- Isabel Noronha (* 1964), mosambikanische Regisseurin und Filmemacherin

#### O
- Isabel Ostermann (* 1975), deutsche Opernregisseurin
- Isabel Osthues, deutsche Theaterregisseurin
- Isabel Oyarzábal (1878–1974), spanische Übersetzerin, Journalistin, Schriftstellerin, Frauenrechtlerin und Diplomatin

#### P
- Isabel Pantoja (* 1956), spanische Sängerin
- Isabel Paterson (1886–1961), US-amerikanische Schriftstellerin, Journalistin und Literaturkritikerin
- Isabel Pérez Montalbán (* 1964), spanische Schriftstellerin
- Isabel Martínez de Perón (* 1931), argentinische Politikerin und Präsidentin
- Isabel Peterhans (* 1986), Schweizer Comiczeichnerin
- Isabel Pfeiffer-Poensgen (* 1954), deutsche Juristin; Generalsekretärin der Kulturstiftung der Länder
- Isabel Pin (* 1975), französisch-deutsche Kinderbuchillustratorin und -autorin
- Isabel Pires de Lima (* 1952), portugiesische Politikerin und Literaturwissenschaftlerin
- Isabel Posch (* 2000), österreichische Siebenkämpferin
- Isabel Prahl (* 1978), deutsche Filmregisseurin
- Isabel Preysler (* 1951), philippinisch-spanische Journalistin und ehemaliges Model
- Isabel del Puerto (1921–2014), österreichisch-mexikanisch-amerikanisches Model, Schauspielerin, Tänzerin, Schriftstellerin, Fotojournalistin, Maklerin und Unternehmerin

#### Q
- Isabel de Quadros (* 1999), brasilianische Stabhochspringerin
- Isabel Quintanilla (1938–2017), spanische Malerin und Zeichnerin

#### R
- Isabel Rauscher (* 1959), österreichische Diplomatin
- Isabel de Redvers, 8. Countess of Devon (1237–1293), englische Adlige
- Isabel Restrepo (* 1983), kolumbianische Squashspielerin
- Isabel Richter (* 1968), deutsche Historikerin
- Isabel Rocha, portugiesische Badmintonspielerin
- Isabel Rochat (* 1955), Schweizer Politikerin (FDP)
- Isabel Rodríguez García (* 1981), spanische Politikerin der PSOE
- Isabel Rohner (* 1979), schweizerisch-deutsche Literaturwissenschaftlerin und Publizistin
- Isabel Rosado (1907–2015), puerto-ricanische Unabhängigkeitsaktivistin
- Isabel Röskau-Rydel (* 1959), deutsche Historikerin
- Isabel Nina Russ, österreichische Medienmanagerin und Journalistin
- Isabel Ruth (* 1940), portugiesische Schauspielerin
- Isabel Rutishauser (* 2003), Schweizer Fußballspielerin

#### S
- Isabel Sabogal (* 1958), peruanisch-polnische Schriftstellerin und Übersetzerin
- Isabel Salgado (1960–2022), brasilianische Beachvolleyballspielerin und -trainerin
- Isabel Sánchez de Urdaneta, venezolanische Frauenrechtsaktivistin und Diplomatin
- Isabel Sanford (1917–2004), US-amerikanische Schauspielerin
- Isabel Santos (* 1968), portugiesische Politikerin (PS), MdEP
- Isabel dos Santos (* 1973), angolanische Investorin
- Isabel Sarli (1929–2019), argentinische Schauspielerin
- Isabel Schayani (* 1967), deutsch-iranische Fernsehjournalistin
- Isabel Schenk (* 1995), deutsche Fußballspielerin
- Isabel Schnabel (* 1971), deutsche Wirtschaftswissenschaftlerin
- Isabel Schneider (* 1991), deutsche Volleyball- und Beachvolleyballspielerin
- Isabel Scholz (* 1980), deutsche Schauspielerin
- Isabel Schorer (* 1978), Schweizer Politikerin (FDP)
- Isabel Schosnig (* 1972), deutsche Schauspielerin
- Isabel Schübel-Pfister (* 1974), deutsche Bundesrichterin des Bundesverwaltungsgerichts
- Isabel Sellheim (1929–2018), deutsche Heimatforscherin
- Isabel Serra (* 1989), spanische Philosophin, Aktivistin und Politikerin
- Isabel Siebert (* 1977), deutsche Politikerin (FDP), MdL
- Isabel Snyder, Schweizer Fotografin
- Isabel Soares (* 1983), portugiesische Sängerin
- Isabel Sörling (* 1987), schwedische Jazz- und Improvisationssängerin
- Isabel Steszgal (* 2010), österreichische Kinderdarstellerin
- Isabel Strathbogie, schottische Adlige
- Isabel Swan (* 1983), brasilianische Seglerin

#### T
- Isabel Thierauch (* 1985), deutsche Schauspielerin
- Isabel Trimborn (* 1959), deutsche Schauspielerin, Sängerin, Kabarettistin und Comedienne
- Isabel Tuengerthal (* 1970), deutsche Schauspielerin und Musikerin

#### V
- Isabel Valera (* 1985), spanische Informatikerin und Hochschullehrerin
- Isabel Van Buynder (* 1991), belgische Skirennläuferin
- Isabel Varell (* 1961), deutsche Sängerin, Schauspielerin, Musicaldarstellerin und Fernsehmoderatorin
- Isabel de Verdon (1317–1349), englische Adlige
- Isabel de Vescy, englisch-französische Adlige
- Isabel Villaseñor (1909–1953), mexikanische Künstlerin
- Isabel de Villena (1430–1490), Tochter von Enrique de Villena und Äbtissin
- Isabel Vollmer (* 1985), deutsche Schauspielerin

#### W
- Isabel Waidacher (* 1994), Schweizer Eishockeyspielerin
- Isabel de Warenne, 4. Countess of Surrey (1136–1203), englische Adlige
- Isabel Wassing (* 2002), deutsche Sportschützin
- Isabel Weicken (* 1950), deutsche Schauspielerin, Sängerin und Musicaldarstellerin
- Isabel Wilkerson (* 1961), US-amerikanische Journalistin und Autorin
- Isabel Wiseler-Santos Lima (* 1961), luxemburgische Politikerin

#### X
- Isabel Maria Barreto Freitas Ximenes (* 1980), osttimoresische Politikerin

#### Z
- Isabel Zedlacher (* 1977), österreichische Snowboarderin
- Isabel Zendal Gómez, spanische Krankenschwester, erste Frau auf internationaler Impfexpedition, Rektorin eines Waisenhauses
- Isabel Zollna (* 1956), deutsche Romanistin

### Weiterer Vorname
- Jeanne Isabel Dorothy Ackland (1914–1998), kanadische Organistin, Pianistin, Musikpädagogin und Komponistin
- Maria Isabel Alander (* 1967), finnlandschwedische Schriftstellerin
- Ana Isabel Alonso (* 1963), spanische Langstreckenläuferin
- Luisa Isabel Álvarez de Toledo y Maura (1936–2008), spanische Adlige, Schriftstellerin, Historikerin
- Maria Olandina Isabel Caeiro Alves (1956–2025), osttimoresische Beamtin, Geschäftsfrau, Diplomatin und Frauenrechtlerin
- María Isabel Arboleda (* 2005), kolumbianische Hochspringerin
- Maria Isabel Barreno (1939–2016), portugiesische Schriftstellerin
- Beatrice Isabel de Borbón y Battenberg (1909–2002), spanische Adelige, Infantin von Spanien und Tante des spanischen Königs Juan Carlos I.
- Janet Isabel Cubas Carranza (* 1962), peruanische Dozentin und Politikerin
- Cecilia Isabel Chacón de Vettori (* 1971), peruanische Unternehmerin und Politikerin
- Lya Isabel Fernández Olivares (* 2007), mexikanische Tennisspielerin
- María Isabel Hylton Scott (1889–1990), argentinische Zoologin, Malakologin und Hochschullehrerin
- Jasmin-Isabel Kühne (* 1986), deutsche Harfenistin
- Flora Isabel MacDonald (1926–2015), kanadische Politikerin
- María Isabel (* 1995), spanische Sängerin
- Maria Isabel von Spanien (1789–1848), Infantin von Spanien
- Joanna Isabel Mayer (1904–1991), US-amerikanische Mathematikerin und Hochschullehrerin
- María Isabel Moreno (* 1981), spanische Radrennfahrerin
- Erica Isabel Pazur (* 1976), argentinische Schauspielerin und Theaterpädagogin
- María Isabel Pérez (* 1993), spanische Sprinterin
- Mary Isabel Portman (1877–1931), englische Adlige, Violinistin und frühe Automobilistin
- Laura Isabel Putz (* 2003), deutsche Tennisspielerin
- María Isabel Salinas García (* 1966), spanische Politikerin, MdEP
- María Isabel Salvador, ecuadorianische Wirtschaftswissenschaftlerin, Politikerin und Diplomatin
- María Isabel Siewers (* 1950), argentinische Gitarristin
- Ana Isabel Soares (* 1966), osttimoresische Politikerin
- María Isabel Urrutia (* 1965), kolumbianische Gewichtheberin und Leichtathletin
- Marie-Isabel Walke (* 1984), deutsche Schauspielerin
- Maria Isabel de Jesus Ximenes, osttimoresische Politikerin